# 土耳其军队经商
土耳其军队经商，是土耳其军队从事经营商业贸易，主要是通过土耳其军人互助基金会来进行。

## 简介
土耳其军人互助基金会成立于1961年1月，是一个义务性的储蓄机构，土耳其军官每月工资的10%、士兵每月工资的5%会作为会费自动扣除，储存进军互会账户，由军人互助基金会投资经商，利润给全体会员分红。
土耳其军人互助基金会下辖80多家公司，在土耳其国内外拥有广泛的业务，涉足领域极其广泛，包括工业、服务业和金融等。2016年底，军人互助基金会的资产总额达183亿美元，收入约85亿美元，出口总额近35亿美元。土耳其工业500强中，军互会下属公司有10家位列其中。
2016年，土耳其军人互助基金会在除土耳其以外的全球19个国家开展相关业务，遍布欧洲、美洲、亚洲、非洲和大洋洲。
土耳其军人互助基金会使得土耳其军官阶层过上了中上等的生活。土耳其军人互助基金会的回报率相对较高，2016年土耳其军人互助基金会对其成员的回报率达19.1%，是土耳其当年居民消费价格指数的近两倍。土耳其军人互助基金会为成员提供便宜的住房信托和贷款，土耳其军官生活质量相对较高。在2009年，1名军官平均拥有0.8套公共住房（在司法部、教育部，1名公职人员平均拥有0.14套、0.05套公共住房）。